# Indische Buurt (Nijmegen)

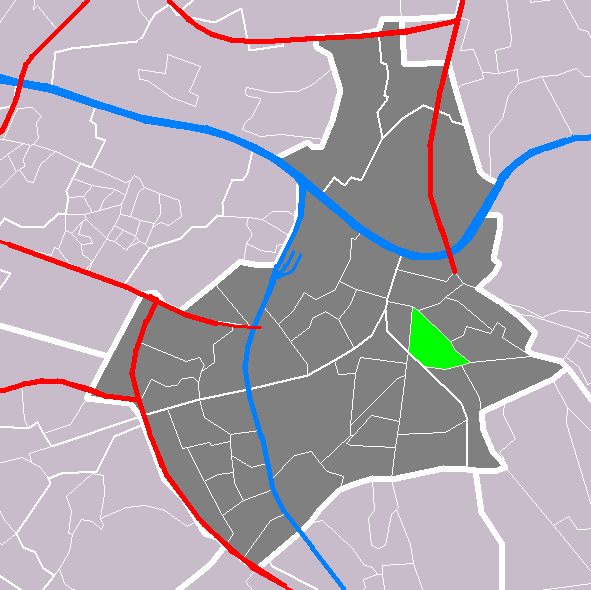
In groen de wijk Galgenveld waar de buurt deel van uitmaakt

De Indische Buurt is een buurt in de Gelderse plaats Nijmegen. De buurt vormt een deel van de wijk Galgenveld.

## Beschrijving
De Indische buurt dateert uit de jaren '20 van de twintigste eeuw. Deze buurt met straten en pleinen die zijn vernoemd naar plaatsen uit Nederlands-Indië, ook bekend als de "Javabuurt", ligt in het noorden van de wijk Galgenveld. 
De buurt wordt begrensd door de Fransestraat aan de noordzijde, de St. Annastraat aan de westzijde en de Oude Groenewoudseweg aan de zuidzijde. Aan de oostzijde grenst de Indische buurt aan de naoorlogse Professorenbuurt.

## Architectuur en status
De architectuur kenmerkt zich door eclecticisme, door gebouwen in een expressionistische variant van de Amsterdamse School, alsook door het kubistisch expressionisme van Willem Dudok. De buurt doet qua vormgeving denken aan de Indische Archipelbuurt in Den Haag. 
Het is een beschermd stadsgezicht van Nijmegen.

## Afbeeldingen

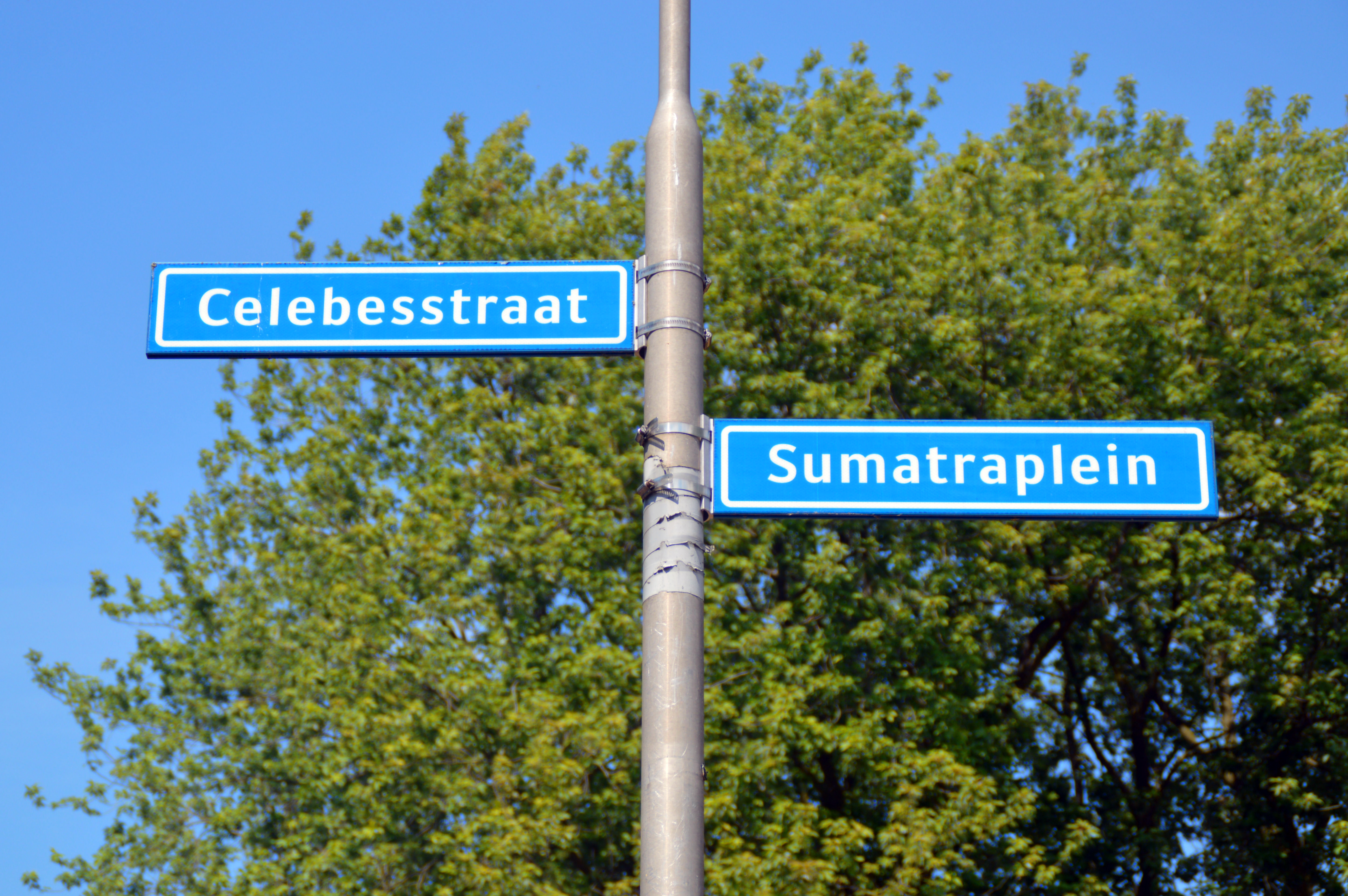
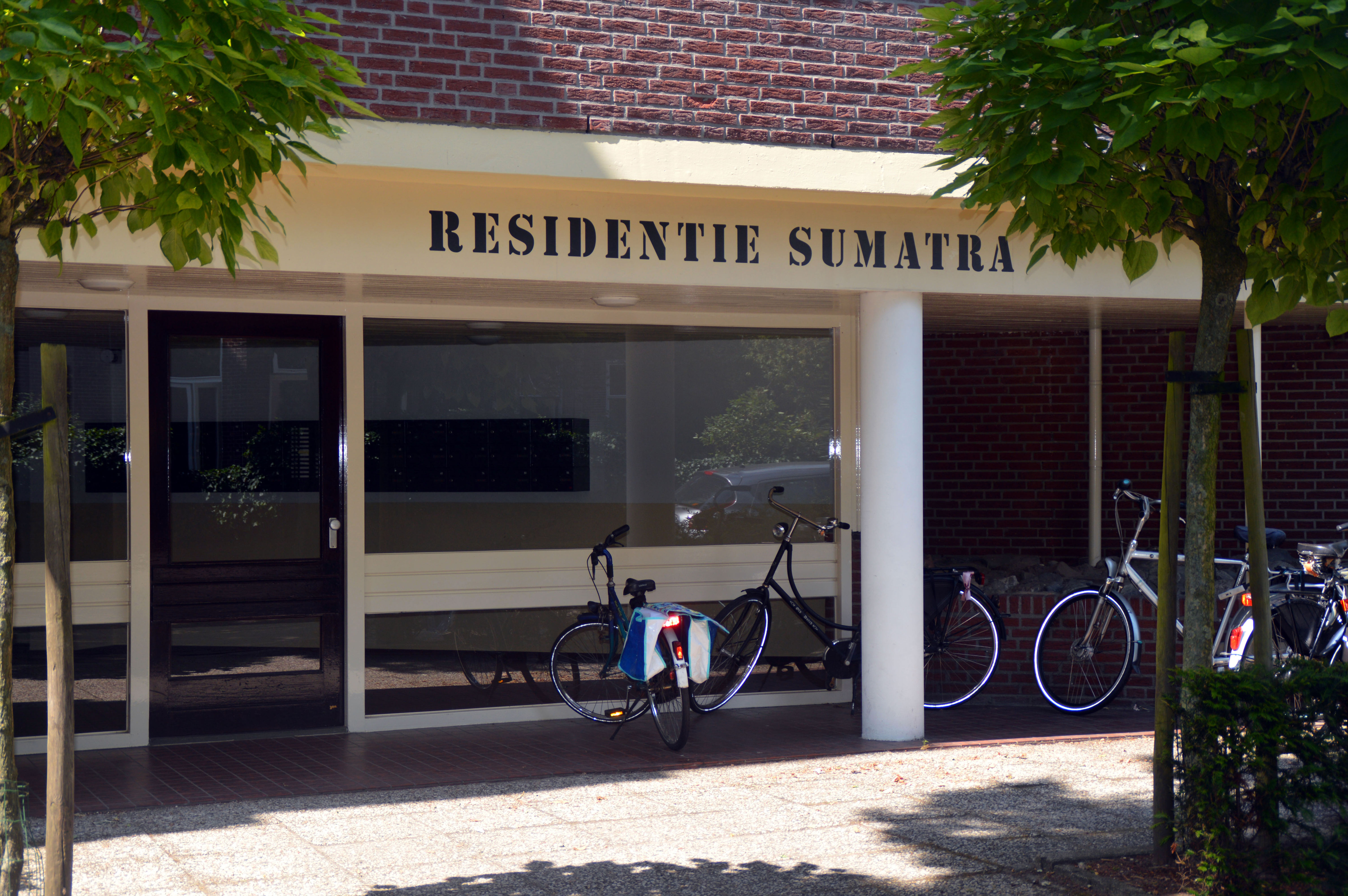
'Residentie Sumatra'
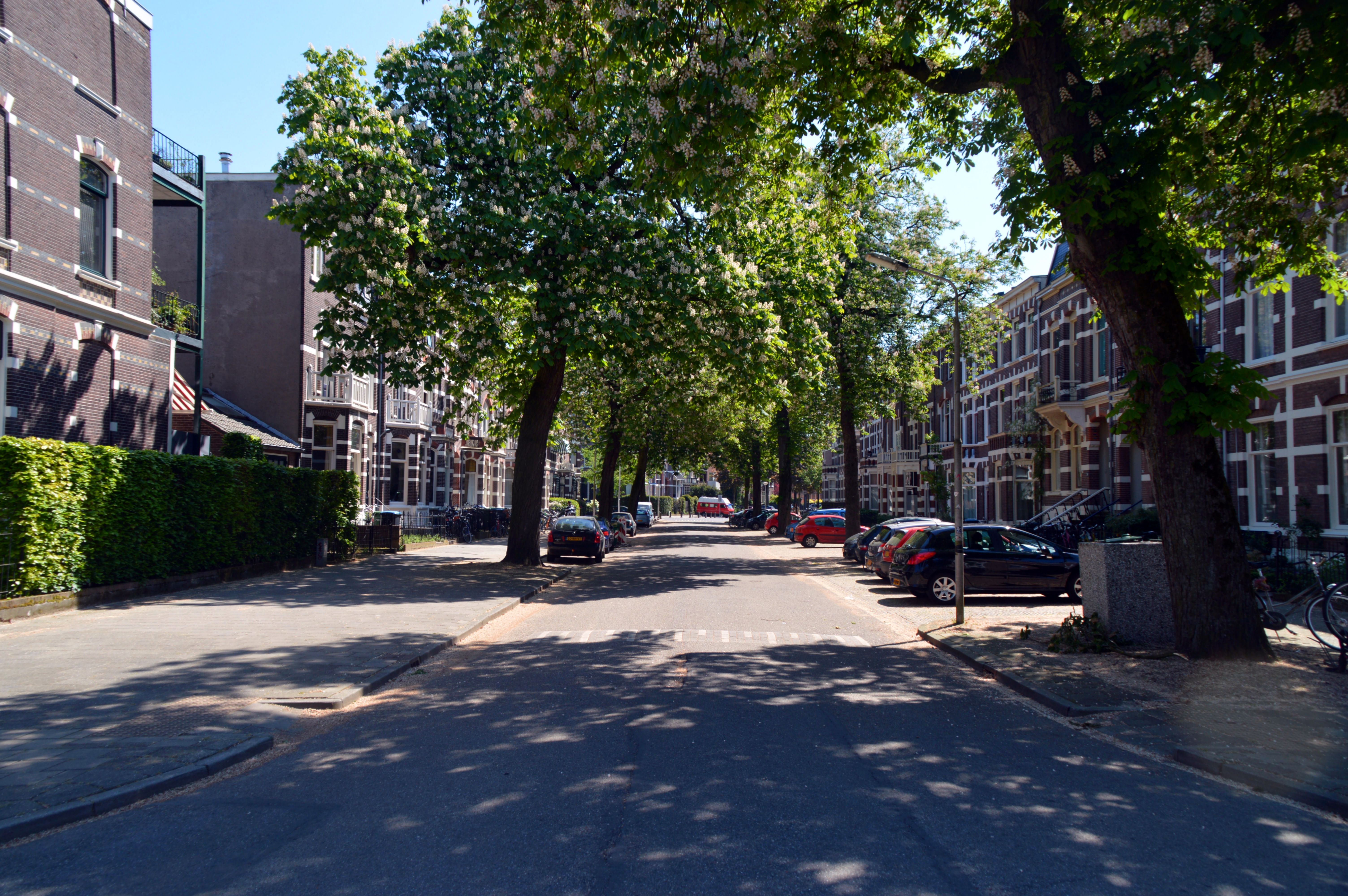
Van Slichtenhorststraat naar het oosten gezien
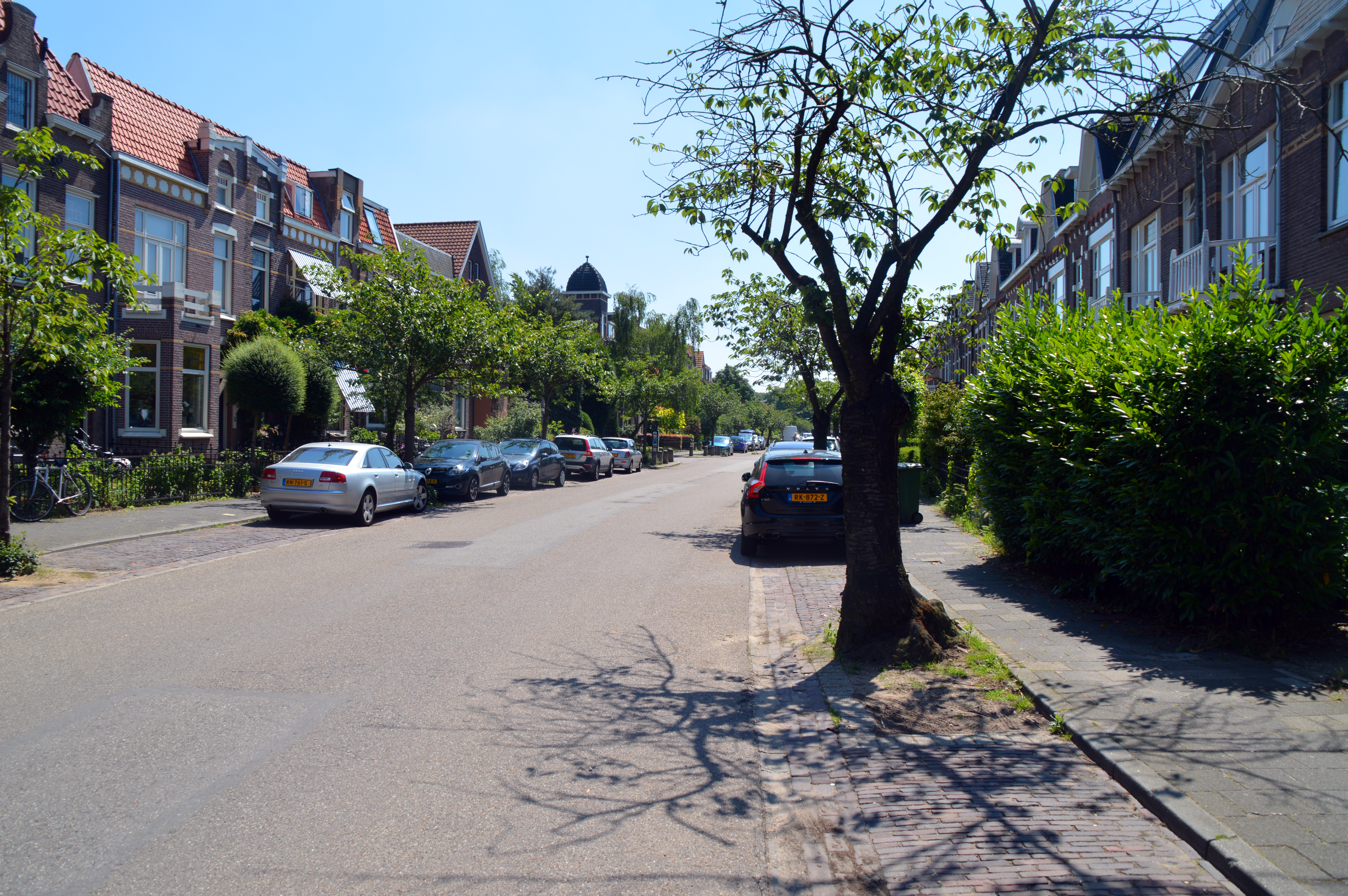
Javastraat
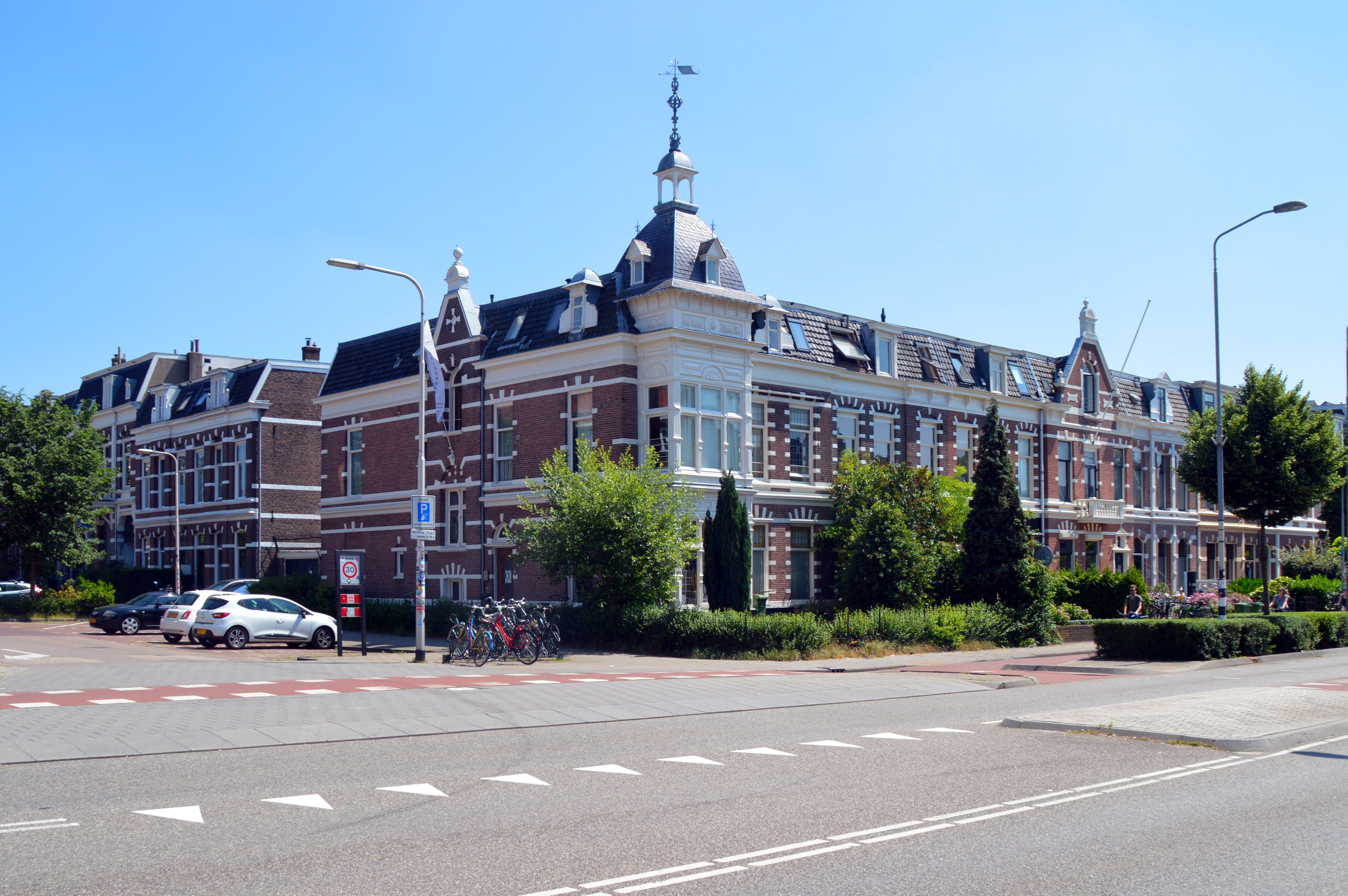
Hoek Sint Annastraat en Fransestraat
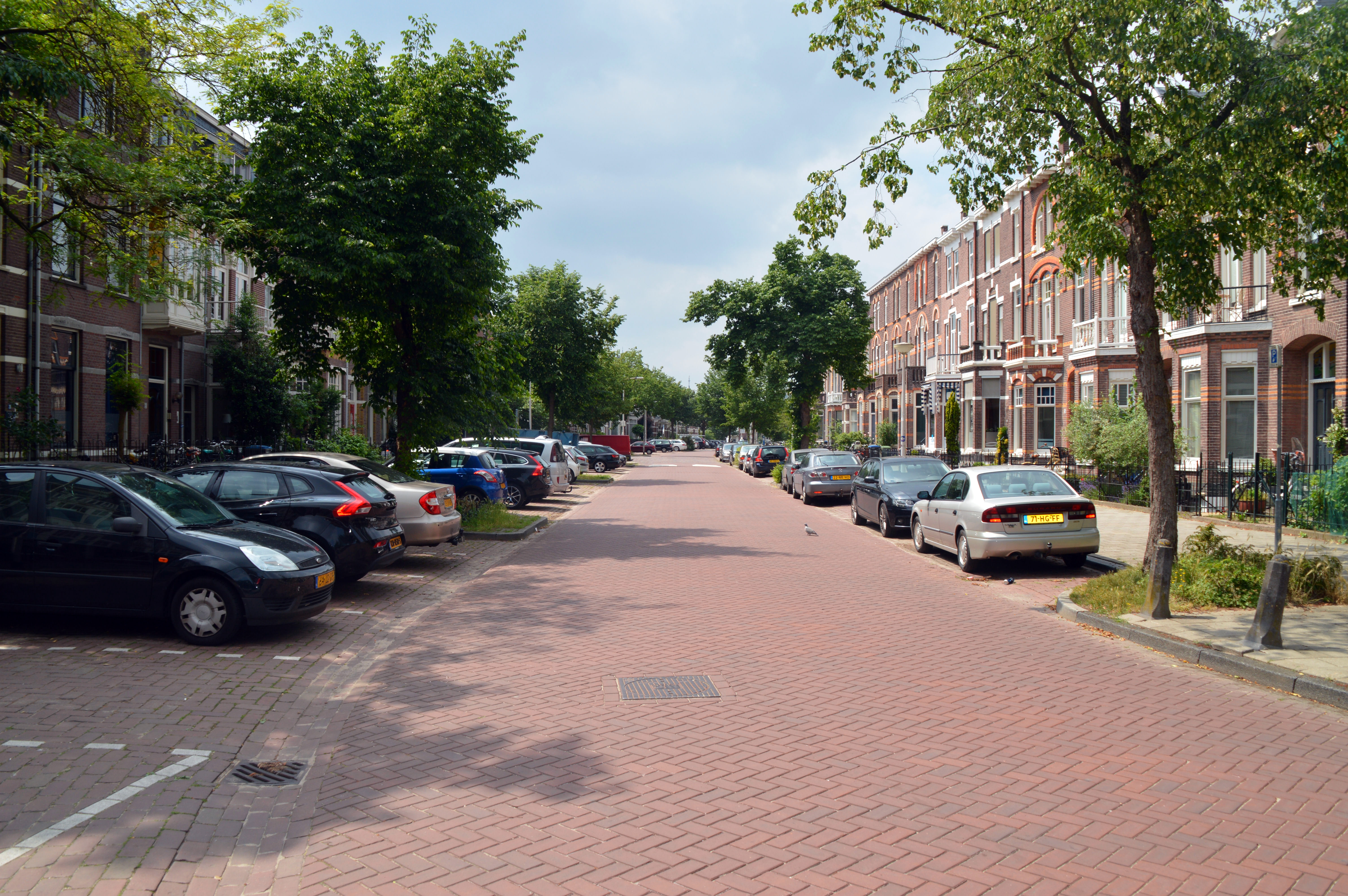
Fransestraat
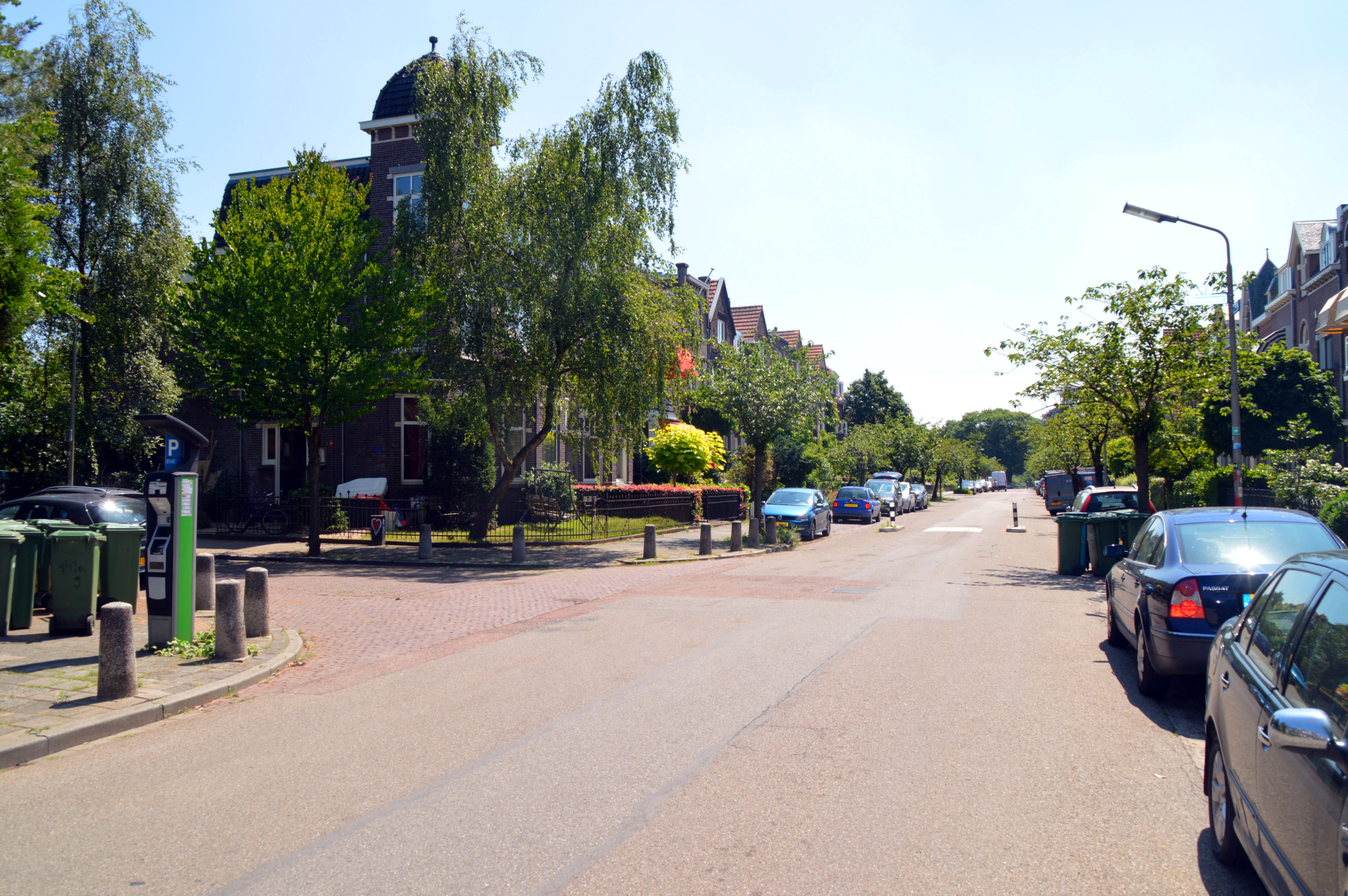
Javastraat naar het zuiden gezien
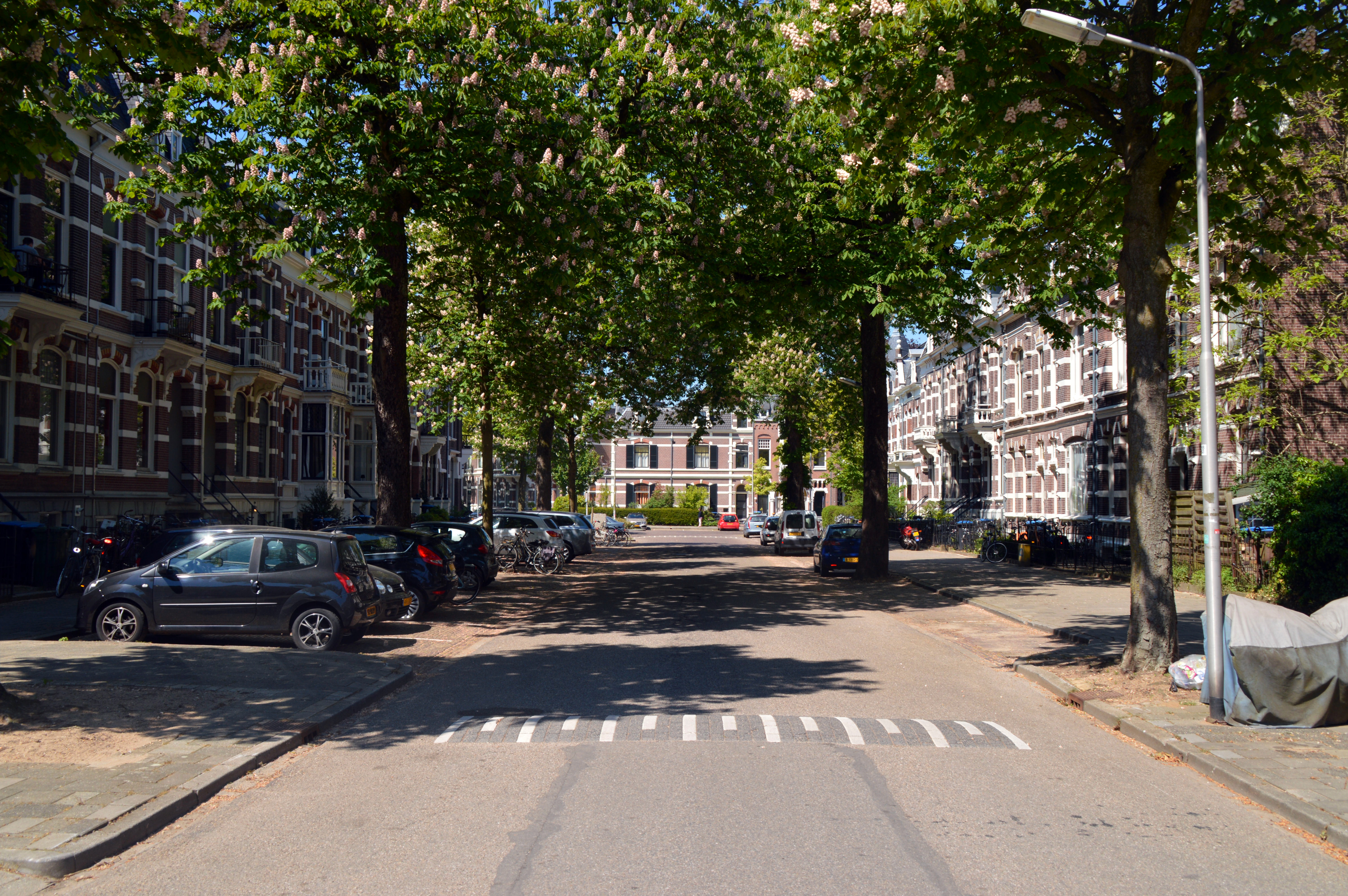
Van Slichtenhorststraat richting Sint Annastraat